# Warriors Bologna 2018
L'ex-giocatore e allenatore della Nazionale Giorgio Longhi, che è stato quality coach nel campionato precedente, è diventato capo-allenatore della squadra senior, ed è stato affiancato da Andrea Vecchi (arrivato dai Rhinos Milano, che sotto la sua direzione hanno raggiunto due Italian Bowl, vincendo quello del 2016, e un Eurobowl) nel ruolo di allenatore dell'attacco e dal confermato Mauro Solmi come allenatore della difesa. Per quanto riguarda gli assistenti, oltre al nuovo coach coordinator Tommaso Labarile, sono stati confermati Marco Meletti, Graziano Petix e Luca Trepiccione.
L'offensive coordinator Vecchi ha reso più concreto e redditizio il gioco d'attacco, ridisegnando i ruoli (ad esempio Maxym Berezan, che nella stagione precedente è stato il primo running back della squadra, è stato spostato a tight end), introducendo una nuova formazione-base (una shotgun formation con un solo running back di fianco al quarterback), e il sistema di chiamata degli schemi a gesti dalla sideline (il cosiddetto no huddle offense, che velocizza la ripresa dell'azione senza dare il tempo alla difesa di impostare i correttivi tattici necessari).
Diversi giocatori sono arrivati oppure rientrati da altre squadre: il running back Ervis Cira ed il defensive end Andrea Mirenda da Milano, il wide receiver e kicker Edoardo Gulisano dagli Elephants Catania, mentre ha debuttato con la squadra senior il running back Alessio Corazza che è stato leader delle corse nell'Under 19 l'anno precedente; sono rientrati gli offensive linemen Cristi Ciobanu e Riccardo Bovina, e i defensive back Manuel Masi dai Ravens Imola, Antonio Sciacqua da Bari, Matteo Faieti, e il defensive end Paolo Bracciale.
Dopo una stagione regolare di sole vittorie (8 – 0 il record), i Guerrieri hanno vinto tutte e tre le partite di play-off aggiudicandosi il XXV Silver Bowl a Parma, realizzando così una perfect season cioè una “stagione perfetta” (senza sconfitte, 11 – 0) ed ottenendo la promozione alla Prima Divisione FIDAF 2019.
È stato il primo trofeo di secondo livello conquistato dalla squadra bolognese.

## Nuova divisa
In questo campionato, i Guerrieri hanno indossato una nuova divisa casalinga, tutta blu reale – coerentemente con il programma sportivo in esecuzione, All Blue – anche nei pantaloni, che sostituiscono quelli storici di colore argento. I pantaloni blu hanno sostituito quelli argento anche nella divisa di trasferta (con le maglie bianche, come da tradizione).

## Girone
I Guerrieri sono stati inseriti nel Girone A della Seconda Divisione, assieme a Braves Bologna, Knights Sant'Agata e Sharks Palermo.
| Girone A           |
| Braves Bologna     |
| Knights Sant'Agata |
| Sharks Palermo     |
| Warriors Bologna   |

## Stagione regolare
I Guerrieri hanno disputato un girone all'italiana con andata e ritorno, affrontando due volte le altre squadre del Girone A, e due incontri cosiddetti interdivisionali contro i Frogs Legnano (in casa, una classica del football americano in Italia) e i Mastiffs Canavese del Girone D (in trasferta), vincendo tutte le partite.
| Arbitro: | U. Di Bari (referee) |

| |           |  |
| Capogrosso S. 5':0" Q1 (TD) 12yd pass from Scaglia N. (Gulisano E. kick failed) Gulisano E. 11':00" Q2 (TD) 20yd pass from Scaglia N. Cira E. 11':00" Q2 (tpc) rush Frabetti G. 9':21" Q2 (TD) 87yd fumble recovery Gulisano E. 9':21" Q2 (pat) Zanetti M. 3':55" Q2 (TD) 21yd pass from Scaglia N. Gulisano E. 3':55" Q2 (pat) Cira E. 11':50" Q4 (TD) 19yd run Gulisano E. 11':50" Q4 (pat) | Marcatori |  |

| Arbitro: | M. Sala (referee) |

| |           |  |
| Berezan M. 0':0" Q2 (TD) 2yd pass from Scaglia N. Gulisano E. 0':42" Q3 (TD) 37yd pass from Scaglia N. (Scaglia N. pass intcpt) | Marcatori |  |

| Arbitro: | G. Virone (referee) |

| |           |  |
| Foresti N. 10':8" Q1 (TD) 3yd run (Gulisano E. kick failed) Sassoli G. 6':03" Q1 (TD) 18yd run Gulisano E. 6':03" Q1 (pat) Camassa F. 4':13" Q1 (TD) 6yd fumble recovery Gulisano E. 4':13" Q1 (pat) Zanetti M. 1':50" Q1 (TD) 35yd pass from Foresti N. Gulisano E. 1':50" Q1 (pat) Berezan M. 11':13" Q2 (TD) 57yd run (Gulisano E. kick failed) Mirenda A. 8':50" Q2 (saf) Gulisano E. 3':44" Q2 (TD) 29yd pass from Scaglia N. (Cira E. rush failed) Cira E. 0':30" Q2 (TD) 1yd run Gulisano E. 0':30" Q2 (pat) Sassoli G. 8':43" Q3 (TD) 17yd pass from Foresti N. Gulisano E. 8':43" Q3 (pat) Cerullo Uyi J. 3':10" Q3 (TD) 21yd interception return Gulisano E. 3':10" Q3 (pat) Drittenpreis M. 1':00" Q3 (TD) 16yd interception return (Gulisano E. kick failed) Mirenda A. 8':00" Q4 (saf) Corazza A. 3':30" Q4 (TD) 1yd run Gulisano E. 3':30" Q4 (pat) | Marcatori |  |

| Arbitro: | Costarella (referee) |

| |           | |
| Liggio E. 4':48" Q1 (TD) 49yd pass from Albanese A. D'arpa G. 4':48" Q1 (pat) D'arpa G. 7':20" Q2 (FG) 38yd D'arpa G. 0':05" Q2 (FG) 19yd | Marcatori | Gulisano E. 6':34" Q1 (FG) 32yd Zanetti M. 11':26" Q2 (TD) 35yd pass from Scaglia N. (Gulisano E. kick blockd) Cira E. 6':39" Q2 (TD) 7yd run (Scaglia N. pass failed) Gulisano E. 3':20" Q2 (TD) 12yd pass from Scaglia N. Gulisano E. 3':20" Q2 (pat) TEAM 2':51" Q2 (saf) Foresti N. 11':50" Q3 (TD) 1yd run Gulisano E. 11':50" Q3 (pat) Berezan M. 9':46" Q4 (TD) 10yd run Gulisano E. 9':46" Q4 (pat) Zanetti M. 3':58" Q4 (TD) 79yd pass from Scaglia N. Gulisano E. 3':58" Q4 (pat) Foresti N. 0':11" Q4 (TD) 23yd run Gulisano E. 0':11" Q4 (pat) |

| Arbitro: | R. Zampedri (referee) |

|  |           | |
|  | Marcatori | Cira E. 5':47" Q1 (TD) 7yd run Gulisano E. 5':47" Q1 (pat) Parlangeli M. 11':49" Q1 (TD) 25yd pass from Scaglia N. Gulisano E. 11':49" Q1 (pat) Gulisano E. 5':20" Q1 (FG) 26yd Zanetti M. 0':42" Q2 (TD) 30yd pass from Scaglia N. (Gulisano E. kick blockd) Parlangeli M. 11':49" Q4 (TD) 8yd pass from Scaglia N. (Scaglia N. pass failed) Foresti N. 2':00" Q4 (TD) 4yd run Gulisano E. 2':00" Q4 (pat) |

| Arbitro: | G. Rizzello (referee) |

| |           | |
| Zanetti M. 11':00" Q1 (TD) 23yd pass from Scaglia N. Gulisano E. 11':00" Q1 (pat) 1':52" Q2 (TD) Cira E. 4yd run Gulisano E. 1':52" Q2 (pat) Cira E. 8':00" Q3 (TD) 56yd run Gulisano E. 8':00" Q3 (pat) Piloni C. 4':50" Q3 (saf) Gulisano E. 3':00" Q3 (FG) 36yd Foresti N. 6':44" Q4 (TD) 1yd run (Foresti N. pass failed) Gulisano E. 0':00" Q4 (FG) 35yd | Marcatori | Todaro G. 10':53" Q4 (TD) 60yd run (Albanese A. pass failed) Cuvello P. 2':00" Q4 (TD) 46yd pass from Albanese A. (Albanese A. pass failed) |

| Arbitro: | Turney M. (referee) |

|  |           | |
|  | Marcatori | Cira E. 9':15" Q1 (TD) 1yd run Gulisano E. 9':15" Q1 (pat) Cira E. 5':10" Q1 (TD) 5yd run Gulisano E. 5':10" Q1 (pat) Sassoli G. 2':12" Q1 (TD) 15yd pass from Scaglia N. Gulisano E. 2':12" Q1 (pat) Cira E. 8':20" Q2 (TD) 52yd run Gulisano E. 8':20" Q2 (pat) Zanetti M. 0':34" Q2 (TD) 25yd pass from Scaglia N. Gulisano E. 0':34" Q2 (pat) Sassoli G. 0':0" Q3 (TD) 40yd pass from Scaglia N. Zanetti M. 0':0" Q3 (pat) Cira E. 0':0" Q4 (TD) 58yd run Zanetti M. 0':0" Q4 (pat) |

| Arbitro: | G. Virone (referee) |

|  |           | |
|  | Marcatori | Sassoli G. 9':43" Q1 (TD) 40yd pass from Scaglia N. (Gulisano E. rush failed) Parlangeli M. 4':40" Q1 (TD) 9yd pass from Scaglia N. Gulisano E. 4':40" Q1 (tpc) Gulisano E. 4':40" Q2 (FG) 32yd Sassoli G. 0':58" Q3 (TD) 11yd pass from Scaglia N. Gulisano E. 0':58" Q3 (pat) Foresti N. 5':40" Q4 (TD) 29yd run Gulisano E. 5':40" Q4 (pat) |

Fonte: FIDAF – Campionati / 2° DIVISIONE / Giornate

## Classifica
I Guerrieri si sono classificati al 1º posto nel Girone A, diventando testa di serie dei play-off in virtù del record perfetto di 8 vittorie e 0 sconfitte, e della differenza-punti conseguita.
| Classifica Girone A |    |   |   |     |     |      |           |
| Team                | PG | W | L | PF  | PS  | DP   | Millesimi |
| Warriors Bologna    | 8  | 8 | 0 | 327 | 25  | 302  | 1.000     |
| Sharks Palermo      | 8  | 4 | 4 | 118 | 168 | -50  | 500       |
| Braves Bologna      | 8  | 3 | 5 | 88  | 84  | 4    | 375       |
| Knights Sant'Agata  | 8  | 1 | 7 | 96  | 224 | -128 | 125       |

## Playoff
I Guerrieri hanno conseguito il diritto a disputare entrambi gli incontri di play-off in casa, all'Alfheim Field – Centro sportivo "Giorgio Bernardi". La prima partita (quarti di finale) è stata disputata sabato 16 giugno con i Vipers Modena (vincitori del primo turno – detto wild card – contro gli Skorpions Varese per 40 – 33).
Durante una vacanza in Tailandia, pochi giorni prima dell'incontro, un incidente ha terminato la vita di Jordan Scott, running back biancoblù dal 2011 al 2013, a 31 anni di età. I Guerrieri gli hanno dedicato la partita, prima della quale è stato osservato il minuto di silenzio, e l'hanno vinta con largo margine (47 – 0). Così la cronaca: «C'era un motivo in più per vincere. Onorare la memoria di Jordan Scott. Osservato un minuto di silenzio, appesa a mo' di bandiera la sua maglia – la numero 32 – che nei prossimi giorni Stefano Chiappini porterà alla mamma, a Washington.»
| Arbitro: | A. Maghini (referee) |

| |           |  |
| Zanetti M. 10':43" Q1 (TD) 76 yd pass from Scaglia N. Gulisano E. 10':43" Q1 (pat) Parlangeli M. 5':08" Q1 (TD) 37 yd pass from Scaglia N. Gulisano E. 5':08" Q1 (pat) Zanetti M. 2':04" Q1 (TD) 4 yd pass from Scaglia N. (Gulisano E. kick failed) Cira E. 11':16" Q2 (TD) 5 yd run Gulisano E. 11':16" Q2 (pat) Frabetti G. 5':06" Q2 (TD) 36 yd interception return Gulisano E. 5':06" Q2 (pat) Gulisano E. 0':30" Q2 (TD) 9 yd pass from Scaglia N. (Gulisano E. kick failed) Cira E. 7':00" Q4 (TD) 3 yd run Gulisano E. 7':00" Q4 (pat) | Marcatori |  |

Nella semifinale, i Guerrieri hanno battuto i Blue Storms Busto Arsizio per 26 – 3, e si sono qualificati per il Silver Bowl XXV:
| Arbitro: | F. Mariotti (referee) |

| |           |                                 |
| Scaglia N. 6':57" Q1 (TD) 4 yd run Gulisano E. 6':57" Q1 (pat) Scaglia N. 5':50" Q2 (TD) 9 yd run Gulisano E. 5':50" Q2 (pat) Parlangeli M. 1':00" Q2 (TD) 9 yd pass from Scaglia N. (Gulisano E. kick failed) Parlangeli M. 9':50" Q4 (TD) 37 yd pass from Scaglia N. (Gulisano E. kick failed) | Marcatori | Rossini D. 9':45" Q3 (FG) 18 yd |

### Silver Bowl XXV
Allo Stadio Sergio Lanfranchi di Parma, il 7 luglio i Warriors Bologna hanno battuto i Pretoriani Roma per 30 - 14, vincendo il venticinquesimo Silver Bowl:
| Arbitro: | A. Maghini (referee) |

| |           | |
| Yustman Y. 4':47" Q4 (TD) 22 yd pass from Di Giorgio A. Yustman Y. 4':47" Q4 (tpc) pass from D'Ottavi L. Yustman Y. 2':55" Q4 (TD) 20 yd pass from D'Ottavi L. (Di Giorgio A. rush failed) | Marcatori | Scaglia N. 11':54" Q2 (TD) 4 yd run Gulisano E. 11':54" Q2 (pat) Gulisano E. 7':07" Q2 (FG) 38 yd Cira E. 2':25" Q2 (TD) 7 yd run Gulisano E. 2':25" Q2 (pat) Foresti N. 6':36" Q3 (TD) 1 yd run (Gulisano E. kick blockd) Parlangeli M. 10':46" Q4 (TD) 23 yd pass from Scaglia N. Gulisano E. 10':46" Q4 (pat) |

È stato il primo campionato di Seconda Divisione vinto dai bolognesi, che hanno così ottenuto la promozione alla Prima Divisione FIDAF 2019 (l'anno precedente erano stati fermati dagli Hogs Reggio Emilia in semifinale).
Il guerriero Tiberio Calbucci (linebacker) è stato nominato MVP della partita.

## Statistiche

### Squadra
|          | Stagione regolare | Stagione regolare | Stagione regolare | Stagione regolare | Stagione regolare | Stagione regolare | Playoff | Playoff | Playoff | Playoff | Playoff | Playoff           | Playoff         |
| Stagione | Vin               | Par               | Per               | Tot               | PF                | PS                | Vin     | Per     | Tot     | PF      | PS      | Risultato         | Avversaria      |
| -------- | ----------------- | ----------------- | ----------------- | ----------------- | ----------------- | ----------------- | ------- | ------- | ------- | ------- | ------- | ----------------- | --------------- |
| 2018     | 8                 | –                 | 0                 | 8                 | 327               | 25                | 3       | 0       | 0       | 103     | 17      | Campioni d'Italia | Pretoriani Roma |

Vin=numero di partite vinte, Par=numero di partite pareggiate (nella stagione regolare 2018 il pareggio era escluso come risultato finale di una partita, ricorrendo al tie-break in caso di parità al termine del tempo regolamentare), Per=numero di partite perse, Tot=numero di partite disputate, PF=punti segnati (fatti), PS=punti subiti, Risultato=piazzamento finale, Avversaria=ultima squadra incontrata.
I Guerrieri hanno chiuso la stagione regolare con un record perfetto di 8 partite vinte e 0 perse, il secondo attacco (dopo quello dei Pretoriani Roma) e la prima difesa della divisione per punti fatti e subiti, rispettivamente 327 (40,9 la media) e 25 (3,1), stabilendo la migliore differenza-punti (+302).
L'attacco ha guadagnato complessivamente 2537 iarde in 388 tentativi (1273 yd su corsa e 1264 yd su passaggio) per una media di 317,1 iarde per incontro.
Nel confronto con la stagione 2017 sulle otto partite della regular season, il reparto offensivo è stato più incisivo, passando dal settimo al secondo posto nella Divisione, e incrementando tutti i numeri a fronte di un minore numero di giochi:
|          | Attacco, stagione regolare | Attacco, stagione regolare | Attacco, stagione regolare | Attacco, stagione regolare | Attacco, stagione regolare | Attacco, stagione regolare | Attacco, stagione regolare | Attacco, stagione regolare | Attacco, stagione regolare | Attacco, stagione regolare | Attacco, stagione regolare | Attacco, stagione regolare | Attacco, stagione regolare | Attacco, stagione regolare | Attacco, stagione regolare |
| Stagione | P                          | Corse                      | d                          | Pass                       | d                          | Tot                        | d                          | Media/P                    | d                          | Azioni                     | d                          | Media/A                    | d                          | TD                         | d                          |
| -------- | -------------------------- | -------------------------- | -------------------------- | -------------------------- | -------------------------- | -------------------------- | -------------------------- | -------------------------- | -------------------------- | -------------------------- | -------------------------- | -------------------------- | -------------------------- | -------------------------- | -------------------------- |
| 2017     | 8                          | 1107                       | –                          | 1060                       | –                          | 2167                       | –                          | 270,9                      | –                          | 392                        | –                          | 5,5                        | –                          | 31                         | –                          |
| 2018     | 8                          | 1273                       | 15,0%                      | 1264                       | 19,3%                      | 2537                       | 17,1%                      | 317,1                      | 17,1%                      | 388                        | -1,0%                      | 6,5                        | 18,2%                      | 41                         | 32,3%                      |

Corse=iarde guadagnate su corsa, d=differenza percentuale con la stagione precedente, Pass=iarde guadagnate su passaggio, Tot=totale iarde guadagnate, Media/P=iarde guadagnate mediamente per partita, Azioni=numero di azioni giocate (down), Media/A=iarde guadagnate mediamente per azione, TD=touchdown segnati.
La difesa ha lasciato complessivamente 493 iarde in 330 tentativi (101 yd su corsa, 392 yd su lancio) per una media di 61,6 iarde per incontro.
Nel confronto con la stagione 2017 sulle otto partite della regular season, il reparto difensivo ha confermato il primo posto nella divisione ed è stato più efficiente, decrementando tutti i numeri concessi agli attacchi avversari:
|          | Difesa, stagione regolare | Difesa, stagione regolare | Difesa, stagione regolare | Difesa, stagione regolare | Difesa, stagione regolare | Difesa, stagione regolare | Difesa, stagione regolare | Difesa, stagione regolare | Difesa, stagione regolare | Difesa, stagione regolare | Difesa, stagione regolare | Difesa, stagione regolare | Difesa, stagione regolare | Difesa, stagione regolare | Difesa, stagione regolare |
| Stagione | P                         | Corse                     | d                         | Pass                      | d                         | Tot                       | d                         | Media/P                   | d                         | Azioni                    | d                         | Media/A                   | d                         | TD                        | d                         |
| -------- | ------------------------- | ------------------------- | ------------------------- | ------------------------- | ------------------------- | ------------------------- | ------------------------- | ------------------------- | ------------------------- | ------------------------- | ------------------------- | ------------------------- | ------------------------- | ------------------------- | ------------------------- |
| 2017     | 8                         | 240                       | –                         | 533                       | –                         | 773                       | –                         | 96,6                      | –                         | 353                       | –                         | 2,2                       | –                         | 5                         | –                         |
| 2018     | 8                         | 101                       | -57,9%                    | 392                       | -26,5%                    | 493                       | -36,2%                    | 61,6                      | -36,2%                    | 330                       | -6,5%                     | 1,5                       | -31,8%                    | 3                         | -40,0%                    |

Corse=iarde cedute su corsa, d=differenza percentuale con la stagione precedente, Pass=iarde cedute su passaggio, Tot=totale iarde cedute, Media/P=iarde cedute mediamente per partita, Azioni=numero di azioni giocate (down), Media/A=iarde cedute mediamente per azione, TD=touchdown subiti.
Nei play-off i Guerrieri hanno vinto tutte e tre le partite disputate (per un totale di 11 vittorie) aggiudicandosi il XXV Silver Bowl, realizzando così una perfect season cioè una “stagione perfetta”, senza sconfitte: 11 – 0 il record finale, e 20 – 1 il record delle due stagioni di secondo livello posteriori la retrocessione del 2016.

### Individuali
Nella stagione regolare, i leader delle statistiche individuali sono stati: Ervis Cira (corse, leader assoluto di categoria), Nicolò Scaglia (passaggi), Mattia Parlangeli (ricezioni), Edoardo Gulisano (calci piazzati), Jonathan Cerullo Uyi (ritorni dei punt, leader assoluto di categoria; intercetti), Sansone Capogrosso (ritorni dei kick), Tiberio Calbucci (placcaggi).
In particolare, il quarterback titolare Nicolò Scaglia (#15) ha segnato una progressione del passer rating da 107.2 nella stagione 2017 a 144.3 e un incremento di tutti i suoi numeri, mentre il back-up Niccolò Foresti (#12) ha messo in mostra una significativa attitudine alla corsa, sia nel QB sneak (corsa centrale del regista offensivo, quando mancano pochi centimetri alla segnatura) che nelle corse laterali, segnando 8 touchdown (2 lanciando, e 6 correndo):
|          | Nicolò Scaglia (passaggi), stagione regolare | Nicolò Scaglia (passaggi), stagione regolare | Nicolò Scaglia (passaggi), stagione regolare | Nicolò Scaglia (passaggi), stagione regolare | Nicolò Scaglia (passaggi), stagione regolare | Nicolò Scaglia (passaggi), stagione regolare | Nicolò Scaglia (passaggi), stagione regolare | Nicolò Scaglia (passaggi), stagione regolare | Nicolò Scaglia (passaggi), stagione regolare | Nicolò Scaglia (passaggi), stagione regolare | Nicolò Scaglia (passaggi), stagione regolare | Nicolò Scaglia (passaggi), stagione regolare | Nicolò Scaglia (passaggi), stagione regolare | Nicolò Scaglia (passaggi), stagione regolare |
| Stagione | P                                            | Yd                                           | d                                            | Max                                          | Media/P                                      | d                                            | Comp-Tent-Int                                | Pct                                          | d                                            | TD                                           | d                                            | Effic                                        | d                                            |                                              |
| -------- | -------------------------------------------- | -------------------------------------------- | -------------------------------------------- | -------------------------------------------- | -------------------------------------------- | -------------------------------------------- | -------------------------------------------- | -------------------------------------------- | -------------------------------------------- | -------------------------------------------- | -------------------------------------------- | -------------------------------------------- | -------------------------------------------- | -------------------------------------------- |
| 2017     | 8                                            | 1012                                         | –                                            | 65                                           | 126,5                                        | –                                            | 91-193-6                                     | 47,2                                         | –                                            | 13                                           | –                                            | 107,2                                        | –                                            |                                              |
| 2018     | 8                                            | 1175                                         | 16,1%                                        | 79                                           | 146,9                                        | 16,1%                                        | 80-159-6                                     | 50,3                                         | 3,1%                                         | 19                                           | 46,2%                                        | 144,3                                        | 34,6%                                        |                                              |

|          | Niccolò Foresti (passaggi), stagione regolare | Niccolò Foresti (passaggi), stagione regolare | Niccolò Foresti (passaggi), stagione regolare | Niccolò Foresti (passaggi), stagione regolare | Niccolò Foresti (passaggi), stagione regolare | Niccolò Foresti (passaggi), stagione regolare | Niccolò Foresti (passaggi), stagione regolare | Niccolò Foresti (passaggi), stagione regolare | Niccolò Foresti (passaggi), stagione regolare |
| Stagione | P                                             | Yd                                            | Max                                           | Media/P                                       | Comp-Tent-Int                                 | Pct                                           | TD                                            | Effic                                         |                                               |
| -------- | --------------------------------------------- | --------------------------------------------- | --------------------------------------------- | --------------------------------------------- | --------------------------------------------- | --------------------------------------------- | --------------------------------------------- | --------------------------------------------- | --------------------------------------------- |
| 2018     | 6                                             | 89                                            | 35                                            | 14,8                                          | 7-13-1                                        | 53,8                                          | 2                                             | 146,7                                         |                                               |

P=numero di partite disputate, Yd=iarde conquistate su passaggio, d=differenza percentuale con la stagione precedente, Max=azione più lunga del periodo, Media/P=numero di iarde guadagnate mediamente per partita, Comp=numero di passaggi completati, Tent=numero di passaggi tentati, Int=numero di intercetti subiti, Pct=percentuale di passaggi completati sui tentati, TD=touchdown realizzati su passaggio, Effic=Passer rating (efficienza).
|          | Niccolò Foresti (corse), stagione regolare | Niccolò Foresti (corse), stagione regolare | Niccolò Foresti (corse), stagione regolare | Niccolò Foresti (corse), stagione regolare | Niccolò Foresti (corse), stagione regolare | Niccolò Foresti (corse), stagione regolare | Niccolò Foresti (corse), stagione regolare | Niccolò Foresti (corse), stagione regolare | Niccolò Foresti (corse), stagione regolare |
| Stagione | P                                          | Yd                                         | Max                                        | -Yd                                        | Saldo                                      | Media/P                                    | Azioni                                     | Media/A                                    | TD                                         |
| -------- | ------------------------------------------ | ------------------------------------------ | ------------------------------------------ | ------------------------------------------ | ------------------------------------------ | ------------------------------------------ | ------------------------------------------ | ------------------------------------------ | ------------------------------------------ |
| 2018     | 6                                          | 88                                         | 29                                         | 9                                          | 79                                         | 13,2                                       | 13                                         | 6,1                                        | 6                                          |

P=numero di partite disputate, Yd=iarde guadagnate su corsa, Max=azione più lunga del periodo, -Yd=iarde perse, Saldo=differenza tra iarde guadagnate e perse, Media/P=numero di iarde guadagnate mediamente per partita, Azioni=numero di azioni giocate (down), Media/A=iarde guadagnate mediamente per azione, TD=touchdown realizzati.
Nei playoff, Scaglia ha lanciato 7 td (4 Parlangeli, 2 Zanetti, 1 Gulisano) e segnato 3 td su corsa, mentre Foresti ha realizzato 1 td su corsa.
Nelle corse, il leader della squadra e della Seconda Divisione è stato Ervis Cira, con 1171 iarde conquistate nella stagione, un guadagno medio di 5,8 iarde per azione e 13 touchdown segnati:
|                   | Ervis Cira (corse) | Ervis Cira (corse) | Ervis Cira (corse) | Ervis Cira (corse) | Ervis Cira (corse) | Ervis Cira (corse) | Ervis Cira (corse) | Ervis Cira (corse) | Ervis Cira (corse) |
|                   | P                  | Yd                 | Max                | -Yd                | Saldo              | Media/P            | Azioni             | Media/A            | TD                 |
| ----------------- | ------------------ | ------------------ | ------------------ | ------------------ | ------------------ | ------------------ | ------------------ | ------------------ | ------------------ |
| Stagione regolare | 8                  | 913                | 58                 | 36                 | 877                | 109,6              | 138                | 6,4                | 10                 |
| Playoff           | 3                  | 326                | 26                 | 32                 | 294                | 98                 | 65                 | 4,5                | 3                  |
| Totale            | 11                 | 1239               | 58                 | 68                 | 1171               | 106,5              | 203                | 5,8                | 13                 |

P=numero di partite disputate, Yd=iarde guadagnate su corsa, Max=azione più lunga del periodo, -Yd=iarde perse, Saldo=differenza tra iarde guadagnate e perse, Media/P=numero di iarde guadagnate mediamente per partita, Azioni=numero di azioni giocate (down), Media/A=iarde guadagnate mediamente per azione, TD=touchdown realizzati.

### Marcatori
Il migliore marcatore della stagione è stato Edoardo Gulisano con 88 punti segnati (5 td, 6-8 fg, 38-49 trasformazioni su calcio, 1-2 trasformazioni su corsa), seguito da Ervis Cira con 80 (13 td, 1-2 trasformazioni su corsa).
|                 | Stagione regolare | Stagione regolare | Stagione regolare | Stagione regolare | Stagione regolare | Playoff | Playoff | Playoff | Playoff | Playoff |       |
| Giocatore       | TD                | Pat               | Tpc               | FG                | Saf               | TD      | Pat     | Tpc     | FG      | Saf     | Punti |
| --------------- | ----------------- | ----------------- | ----------------- | ----------------- | ----------------- | ------- | ------- | ------- | ------- | ------- | ----- |
| Gulisano E.     | 4                 | 28-34             | 1-2               | 5-7               | 0                 | 1       | 10-15   | 0-0     | 1-1     | 0       | 88    |
| Cira E.         | 10                | 0-0               | 1-2               | 0-0               | 0                 | 3       | 0-0     | 0-0     | 0-0     | 0       | 80    |
| Zanetti M.      | 7                 | 2-2               | 0-0               | 0-0               | 0                 | 2       | 0-0     | 0-0     | 0-0     | 0       | 56    |
| Foresti N.      | 6                 | 0-0               | 0-0               | 0-0               | 0                 | 1       | 0-0     | 0-0     | 0-0     | 0       | 42    |
| Parlangeli M.   | 3                 | 0-0               | 0-0               | 0-0               | 0                 | 4       | 0-0     | 0-0     | 0-0     | 0       | 42    |
| Sassoli G.      | 6                 | 0-0               | 0-0               | 0-0               | 0                 | 0       | 0-0     | 0-0     | 0-0     | 0       | 36    |
| Berezan M.      | 3                 | 0-0               | 0-0               | 0-0               | 0                 | 0       | 0-0     | 0-0     | 0-0     | 0       | 18    |
| Scaglia N.      | 0                 | 0-0               | 0-0               | 0-0               | 0                 | 3       | 0-0     | 0-0     | 0-0     | 0       | 18    |
| Frabetti G.     | 1                 | 0-0               | 0-0               | 0-0               | 0                 | 1       | 0-0     | 0-0     | 0-0     | 0       | 12    |
| Camassa F.      | 1                 | 0-0               | 0-0               | 0-0               | 0                 | 0       | 0-0     | 0-0     | 0-0     | 0       | 6     |
| Capogrosso S M. | 1                 | 0-0               | 0-0               | 0-0               | 0                 | 0       | 0-0     | 0-0     | 0-0     | 0       | 6     |
| Corazza A.      | 1                 | 0-0               | 0-0               | 0-0               | 0                 | 0       | 0-0     | 0-0     | 0-0     | 0       | 6     |
| Cerullo Uyi J.  | 1                 | 0-0               | 0-0               | 0-0               | 0                 | 0       | 0-0     | 0-0     | 0-0     | 0       | 6     |
| Drittenpreis M. | 1                 | 0-0               | 0-0               | 0-0               | 0                 | 0       | 0-0     | 0-0     | 0-0     | 0       | 6     |
| Mirenda A.      | 0                 | 0-0               | 0-0               | 0-0               | 2                 | 0       | 0-0     | 0-0     | 0-0     | 0       | 4     |
| Piloni C.       | 0                 | 0-0               | 0-0               | 0-0               | 1                 | 0       | 0-0     | 0-0     | 0-0     | 0       | 2     |
| TEAM            | 0                 | 0-0               | 0-0               | 0-0               | 1                 | 0       | 0-0     | 0-0     | 0-0     | 0       | 2     |
| Totale          | 45                | 30-36             | 2-4               | 5-7               | 4                 | 15      | 10-15   | 0-0     | 1-1     | 0       | 430   |

TD=touchdown (6 punti); Pat=acronimo di Point after touchdown, è la conversione del TD su calcio (1 punto addizionale) detta anche extra point ed espressa in segnature riuscite sui tentativi totali; Tpc=acronimo di Two-point conversion, è la conversione del TD alla mano (2 punti addizionali), espressa in segnature riuscite sui tentativi totali; FG=field goal, è il calcio piazzato da 3 punti, espresso in segnature riuscite sui tentativi totali; Saf=safety, è la segnatura della difesa tipicamente portata a segno atterrando il quarterback nella sua end zone, ma anche con altre modalità (2 punti).

## Roster
Fonte: sito ufficiale dei Warriors Bologna – Serie A2 – 2018

## All Star Game
Il cornerback Jonathan Cerullo Uyi e il linebacker Tiberio Calbucci sono stati convocati a fare parte della rappresentativa Sud – detta South Team – nell'All Star Game di Seconda Divisione FIDAF, che è stato disputato il 22 luglio a Castel Giorgio, nello storico Stadio Vince Lombardi.
Sono stati guidati da Steve Cavazzuti (head coach) e da Eric Paci (defensive coordinator), mentre Antonino Toni Mangiafico si è occupato dell'attacco (offensive coordinator). La squadra del Sud ha vinto la partita per 14 – 6 e Jonathan Cerullo Uyi ha compiuto un intercetto.

## Attività giovanile
La società Warriors Bologna a.s.d. ha iscritto una squadra nei livelli giovanili nazionali programmati nell'autunno 2018, nel Campionato Under 19.

### Under 19
I Guerrieri Under 19 sono stati inseriti nel Girone D assieme ai pari età di Dolphins Ancona, Hogs Reggio Emilia e Red Jackets Sarzana.